# Ганджа Борис Іванович
Ганджа Борис Іванович (5 квітня 1980, смт. Маньківка Черкаської обл., Україна) – український ралійний гонщик, майстер спорту України, абсолютний чемпіон України з ралі (2018), дворазовий абсолютний чемпіон України з гірських гонок (2016, 2018).

## Виступи в ралі

### Штурманська кар'єра
Кар’єру в автоспорті Борис Ганджа почав з ролі штурмана відомого на той час пілота Івана Германа. Екіпаж дебютував на автомобілі Subaru Impreza GT, який об’єктивно поступався більш сучасним модифікаціям Subaru та Mitsubishi. Втім, завдяки надійності техніки, Герман та Ганджа чотири рази поспіль фінішували на етапах чемпіонату України з ралі, а на одному з них, ралі «Галіція», навіть дістались призової трійки. За підсумками сезону екіпаж здобув бронзові нагороди чемпіонату в абсолютному заліку, що стало найвищим досягненням для обох спортсменів на той час. 
Попри цей успіх, Ганджа не продовжив виступи в ролі штурмана, і в подальшому повертався до амплуа ко-драйвера лише епізодично, асистуючи своєму другу Сергієві Потійку в незначних кубкових змаганнях.

### Пілотська кар'єра

#### 2010-2013: Subaru
Дебют Ганджі в пілотському кріслі відбувся лише за п’ять років, в 2010-му, коли він разом з давнім приятелем, чемпіоном України 2000 року Андрієм Патраковим взяв участь в «Александров Ралі» – змаганні, присвяченому пам’яті Андрія Александрова. Того року це був єдиний старт Ганджі, але вже через рік він починає стабільно брати участь в багатьох ралійних змаганнях на автомобілі Subaru Impreza STi підготовки дніпровської команди Elita Sport. 
Результати в сезонах 2012 та 2013 років були невисокими – в першу чергу, через невеликий досвід самого спортсмена та надзвичайно високу конкуренцію, яка панувала тоді в повнопривідному класі чемпіонату України. Єдине досягнення цього періоду – чемпіонський титул в командному заліку, який Elita Sport здобула в 2012 році, в тому числі, й зусиллями Бориса. Що ж до особистих результатів, то за два роки Ганджа та його штурман Сергій Потійко лише двічі спромоглися фінішувати в першій десятці абсолютного заліку.
В пошуках рішення Ганджа звертається до команди Ascania Racing і проводить фінальну гонку чемпіонату України 2013 року на орендованому в неї Mitsubishi Lancer Evo IX. Співпраця пілота з київською командою стає вдалою, і в подальшому всі свої гонки Борис проводить саме на цьому автомобілі.

#### 2014-2021: Mitsubishi
Через початок російсько-української війни в 2014 році чемпіонат України з ралі скорочується до чотирьох етапів, а частина його минулорічних лідерів припиняє участь або зменшує кількість стартів в ньому. Ганджа продовжує стартувати і, хоча помітно поступається в швидкості лідеру турніру, Олександру Салюку-молодшому, за кількістю набраних очок йде другим в чемпіонаті. Коли ж перед фінальним етапом сезону результат Салюка підлягає сумніву через можливу дискваліфікацію, Борис публікує в пресі відкритого листа, в якому обіцяє віддати Олександрові чемпіонський кубок, навіть якщо того дискваліфікують.
В період з 2015 по 2017 роки Борис Ганджа поступово входить до кола лідерів українського ралі, стабільно посідаючи призові місця на етапах чемпіонату. На початку 2015 року він створює власну команду Ultra GP, а влітку того ж року здобуває свою першу перемогу в абсолютному заліку на ралі «Ворота України». Втім, попри це для завоювання чемпіонського титулу пілоту знов не вистачає набраних очок.
Навесні 2016 року в кар’єрі Бориса Ганджі відбувається найскладніший момент – в дорожньо-транспортній пригоді гинуть його штурман Тарас Колесник та товариш по команді, талановитий молодий пілот Олексій Долот. Ганджа та екс-штурман Долота Євген Сокур приймають рішення об’єднатись в одному екіпажі – і з цього моменту починається їхній спільний шлях до найвищих нагород українського ралі. 
В 2017 році екіпаж двічі стає першим – на ралі «Чумацький Шлях», яке присвячено пам’яті Долота та Колесника, а також на ралі «Буковина». Для перемоги в чемпіонаті цього разу не вистачає всього 10 залікових очок – саме з такою перевагою титул здобуває одесит Руслан Топор. Але наступний, 2018 рік, стає тріумфальним: екіпаж Ганджі та Сокура виграє всі п’ять етапів чемпіонату України, повторюючи таким чином досягнення Олександра Салюка-молодшого та Адріана Афтаназіва, встановлене в 2009 році. Результатом стають титули абсолютних чемпіонів України в заліку перших пілотов (Ганджа) та штурманів (Сокур). 
Після досягнення максимального результату Борис Ганджа помітно скорочує графік своїх виступів – протягом 2019 року він лише тричі стартує в заліку чемпіонату України, а в подальшому взагалі виходить на ралійні траси виключно як пілот автомобіля безпеки.

## Виступи в гірських гонках
В період з 2014 по 2019 роки Борис Ганджа стабільно бере участь в змаганнях чемпіонату України з гірських гонок. За шість років виступів двічі (в 2016 та 2018) здобуває титул абсолютного чемпіона України з цієї дисцлипліни.

## Громадська діяльність
Під час ралі «Стара Фортеця» 2016 року екіпаж Бориса Ганджі та Євгена Сокура опиняється в центрі гучного скандалу – на бортовому відео, викладеному в інтернеті, чітко видно, як на нібито перекритій трасі змагання з’являються сторонні транспортні засоби, що свідчить про невідповідний рівень безпеки ралі. Усвідомлюючи важливість безпекового аспекту, Ганджа входить до складу комітету ралі FAU, де протягом чотирьох років намагається покращити ситуацію з організацією українських ралійних змагань. Саме за його ініціативи до календаря чемпіонату України вперше входить ралі «Умань», яке проводиться двічі, в 2017 та 2018 роках. 
Головним принципом Ганджа бачить зменшення кількості ралійних змагань на користь підвищення їхньої якості. З цією метою він навіть пропонує поєднати в один турнір змагання чемпіонатів з класичного ралі та міні-ралі, також відомого як Кубок Лиманів – втім, ідея не знаходить підтримки в організаторів обох турнірів. Наприкінці 2020 року голова комітету ралі Олег Петрищев йде у відставку, після чого Борис Ганджа разом з іншими членами комітету також складає свої повноваження.

## Результати в чемпіонаті України з ралі

### Як штурман
| Рік  | Пілот       | Автомобіль        | 1    | 2    | 3    | 4    | 5     | 6    | Поз. | Очки |
| ---- | ----------- | ----------------- | ---- | ---- | ---- | ---- | ----- | ---- | ---- | ---- |
| 2005 | Іван Герман | Subaru Impreza GT | СК 4 | ЧШ 6 | ГА 3 | СФ 4 | ЯЛ Сх | ДН – | 3    | 19   |

### Як пілот
| Рік  | Штурман               | Автомобіль            | 1     | 2     | 3     | 4     | 5     | 6     | Поз. | Очки |
| ---- | --------------------- | --------------------- | ----- | ----- | ----- | ----- | ----- | ----- | ---- | ---- |
| 2010 | Андрій Патраков       | Subaru Impreza STi    | БУ –  | ЧШ –  | МА –  | ГА –  | АІ Сх | ЯЛ –  | н/к  | 0    |
| 2012 | Сергій Потійко        | Subaru Impreza STi    | ГА Сх | АІ 31 | МА 9  | ЯЛ 18 | ЧШ 9  |       | 21   | 27   |
| 2013 | Сергій Потійко        | Subaru Impreza STi    | ЧШ 19 | МА 17 | ГА –  | АІ 27 | ЯЛ Сх |       | 27   | 10   |
| 2013 | Сергій Потійко        | Mitsubishi Lancer Evo |       |       |       |       |       | ТР 12 | 27   | 10   |
| 2014 | Сергій Потійко        | Mitsubishi Lancer Evo | ВУ 3  | ЧШ 4  | БУ Сх | ГА 5  |       |       | 2    | 105  |
| 2015 | Тарас Колесник        | Mitsubishi Lancer Evo | ЧШ 2  | ВУ 1  | ГА 6  | ГА 2  | ХР –  |       | 2    | 150  |
| 2016 | Тарас Колесник        | Mitsubishi Lancer Evo | ЗВ –  | ЧШ 5  |       |       |       |       | 3    | 123  |
| 2016 | Євген Сокур           | Mitsubishi Lancer Evo |       |       | ВУ 2  | СФ Сх | ГА –  | ХР 2  | 3    | 123  |
| 2017 | Євген Сокур           | Mitsubishi Lancer Evo | ЧШ 1  | УМ 2  | БУ 1  | ТР 2  |       |       | 2    | 130  |
| 2018 | Євген Сокур           | Mitsubishi Lancer Evo | ГА 1  | УМ 1  | СТ 1  | ЧШ 1  | ТР 1  |       | 1    | 216  |
| 2019 | Євген Сокур           | Mitsubishi Lancer Evo | СТ –  | ФО 3  | ТР –  |       |       |       | 8    | 74   |
| 2019 | Олександр Островський | Mitsubishi Lancer Evo |       |       |       | ГА Сх | ВУ 3  | ЧШ –  | 8    | 74   |

## Цікаві факти
- Щоб відсвяткувати десять років з початку спільних виступів, Борис Ганджа та Іван Герман після довгої перерви знову вийшли на старт в складі одного екіпажу. Сталось це на кубковому ралі в Херсоні 2014 року, тобто на тій самій трасі, де свого часу відбувся дебют екіпажу. Ще одним співпадінням стало те, що спортсмени знов, як і десять років тому, за результатами змагання посіли третє місце в своєму заліковому класі[10].